# UNBALANCE+BALANCE
《UNBALANCE+BALANCE》(언밸런스·밸런스)는 일본의 여가수 나카모리 아키나(中森明菜)의 15번째 정규 음반으로 1993년 9월 22일에 발매하였다. (CD: MVCD-9, CT: MVTD-4, DCC: MVXD-7) 워너 파이오니어에서 이적하고 들어온 새 레이블인 MCA빅터에서 처음 발매하는 음반으로 전작인 《CRUISE》이후 4년 2개월만에 발매한 정규 음반이다. 가수인 나카모리가 직접 작사한 〈빛이 없는 만화경〉, 〈아지랑이〉2곡이 수록되어 있다.
1993년 10월 4일, 오리콘 주간 앨범 차트에 처음으로 진입, 최고순위 4위를 달성하였다. 차트 톱100에 총 9주간 올라와있었다.

## 수록곡
| #            | 제목                                                                                | 작사            | 작곡            | 편곡            | 재생 시간 |
| ------------ | ----------------------------------------------------------------------------------- | --------------- | --------------- | --------------- | --------- |
| 1.           | 〈〈영원의 문〉(永遠の扉 에이엔노토비라[*])〉                                       | 나츠노 세리코   | 다마키 코지     | 센주 아키라     | 7:13      |
| 2.           | 〈〈애무〉(愛撫 아이부[*])〉                                                        | 마츠모토 다카시 | 코무로 테츠야   | 코무로 테츠야   | 5:14      |
| 3.           | 〈〈흑장미〉(黒薔薇 쿠로쇼비[*])〉                                                  | 마츠모토 다카시 | OSNY MELO       | OSNY MELO       | 4:19      |
| 4.           | 〈〈YOU ARE EVERYTHING〉〉                                                          | 아유카와 메구미 | OSNY MELO       | OSNY MELO       | 4:35      |
| 5.           | 〈〈빛이 없는 만화경〉(光のない万華鏡 히카리노나이만게쿄[*])〉                      | 나카모리 아키나 | 세키구치 마코토 | OSNY MELO       | 1:05      |
| 6.           | 〈〈잠들기보다 울고 싶은 밤에〉(眠るより泣きたい夜に 네무루요리나키타이요루니[*])〉 | 나츠노 세리코   | BRO.KORN        | OSNY MELO       | 4:41      |
| 7.           | 〈〈NORMA JEAN〉〉                                                                  | 마츠모토 다카시 | 코무로 테츠야   | 코무로 테츠야   | 5:31      |
| 8.           | 〈〈NOT CRAZY TO ME〉(LP edit)〉                                                    | NOKKO           | 사카모토 류이치 | 사카모토 류이치 | 4:45      |
| 9.           | 〈〈아지랑이〉(陽炎 카게로[*])〉                                                    | 나카모리 아키나 | 다마키 코지     | 토리야마 유지   | 5:28      |
| 총 재생 시간 | 총 재생 시간                                                                        | 총 재생 시간    | 총 재생 시간    | 총 재생 시간    | 42:47     |